# Хантер, Эми
Э́ми Ха́нтер (англ. Amy Hunter; 6 мая 1966, Бостон, Массачусетс, США) — американская актриса и фотомодель.

## Биография
Эми Хантер родилась 6 мая 1966 года в Бостоне (штат Массачусетс, США).
В 1984—1985 года Эми путешествовала с музыкальной группой «Up with People». В 1989—2007 года Хантер сыграла в 26-ти фильмах и телесериалах, а также озвучивала компьютерные игры. В 2003 году сыграла в телесериале «Скорая помощь», окончила кинокарьеру фильмом «Это Рождество». Также является фотомоделью.
В декабре 1997 года Эми вышла замуж за продюсера Тони Корнелиуса, но позже они развелись. У бывших супругов есть дочь — Кристина Мари Корнелиус.